# Pont en briques de Kuldīga
Le pont en brique de Kuldīga sur la rivière Venta est l'un des symboles de la ville de Kuldīga, en Lettonie. Depuis 1998 c'est un monument architectural d'importance nationale. Le pont est le troisième plus long pont en brique d'Europe et le deuxième plus ancien pont en arc en brique de Lettonie. Il a été construit de 1873 à 1874 et a coûté 120 000 roubles.

## Histoire
Le pont en brique sur la Venta est en service depuis 1874. Le pont en arc en maçonnerie de briques à sept travées de 164 m de long était non seulement le plus grand et le plus luxueux de Lettonie, mais aussi l'un des plus modernes d'Europe. Le pont était éclairé par des lanternes placées dans 6 lampadaires décoratifs en fonte dont les bases étaient en forme de poisson. La largeur du pont était suffisante pour que deux voitures se dirigeant l'une vers l'autre puissent s'y déplacer en même temps.
Pendant la Première Guerre mondiale, en 1915, deux travées du pont ont été détruites. Elles ont été restaurées en 1926 en béton armé.
En 1958, le revêtement de pierre du pont a été recouvert d'asphalte.

## Source de traduction
- (lv) Cet article est partiellement ou en totalité issu de l’article de Wikipédia en letton intitulé « Kuldīgas ķieģeļu tilts » (voir la liste des auteurs).